# Мбулу
Мбулу — це місто в Танзанії та столиця району Мбулу.

## Історія
Місто було засновано німцями в 1907 році, коли вони колонізували колишню німецьку Східну Африку (Танганьїка (тепер Танзанія), Бурунді і Руанда). Європейцям сприяв клімат, а також гостинність корінних народів.

## Економіка
Основними видами економічної діяльності в Мбулу є сільське господарство та торгівля. Область Мбулу - одне з найкращих місць для вирощування пшениці. Під час британського режиму селяни Мбулу змогли сформувати профспілку, зокрема, асоціацію з вирощування пшениці в Мубулу (1923).

## Відомі люди
Найбільш відомими людьми, народженими в Мбулу є:
- Герман Сарватт — перший представник Non-TANU в Незалежній Танзанії.
- Доктор Уілбауд Слаа — кандидат у Президенти від Чадми, який став другим у 2010 році загальними виборами в Танзанії.
- Філбер Бей Санка — Переможець змагань у Мерлборн 1971 р. Виграв золотою медаллю спортсмен.
- Філіп Мармо Санка — колишній посол Танзанії в Пекіні, Китай.

| Танзанія | Це незавершена стаття з географії Танзанії. Ви можете допомогти проєкту, виправивши або дописавши її. |

1. ↑  GeoNames — 2005.
2. ↑  GEOnet Names Server — 2018.